# Меню «Пуск»
Главное меню системы Windows (меню «Пуск», англ. Start Menu) — меню Windows, запускаемое нажатием кнопки «Пуск» на панели задач, нажатием клавиши ⊞ Win на клавиатуре, или же сочетанием клавиш Ctrl + Esc на клавиатуре. Оно является центральной отправной точкой для запуска программ, а также открытия недавних документов и доступа к свойствам системы, а также доступ к завершению работы/перезагрузке/спящему режиму (в Windows 8 это убрали, но начиная с Windows 8.1 снова вернули). Впервые появилось в Windows 95. Начиная с Windows XP, есть два варианта: «Классический» — подобный тому, который есть в Windows 95 / 98 / Me / 2000, и «Стандартный» — по умолчанию в Windows XP, Windows Vista, в котором можно запускать часто используемые программы. В Windows 7 также присутствует как стандартный, так и классический вариант оформления меню «Пуск». В Windows 8 меню «Пуск» отсутствует, его заменяет экран «Пуск». В Windows 10 меню «Пуск» было возвращено на своё первоначальное место в новом виде — оно имеет дизайн, полностью переделанный под Metro-стиль, и поделено на две части — левую (классическую, как в Windows 7) и правую (плитки с экрана «Пуск» Windows 8, местоположение и размеры которых можно изменять).
Меню «Пуск», так же как и рабочий стол и панель задач, генерируется «Проводником Windows» (исключением являются более новые сборки Windows 10, в которых меню «Пуск» работает как отдельное приложение).
Во многих средах рабочего стола для UNIX-подобных операционных систем (например, EDE, GNOME, Xfce, IceWM, FVWM 95, JWM, Qvwm, KDE, LXDE, XPWM) имеются аналогичные меню.

## Реализации

### Первая версия (Windows 9x/NT 4.0/2000)

Меню «Пуск» в Windows 95

Прототип меню «Пуск» был впервые представлен в Microsoft Chicago. Официально меню «Пуск» было представлено в Windows 95 для клиентов и в Windows NT 4.0 для офисов и рабочих групп для замены «Диспетчера программ».
- Пункты «Документы», «Программы», «Поиск» и «Настройки» находились отдельно.
- На левом боку меню показана версия Windows.
- Имя пользователя не отображалось.
- Выключение и выход из системы отображались в одном пункте «Выключение».

Классическое меню «Пуск» можно вернуть в Windows XP и Windows Vista в настройках этого меню. Начиная с Windows 7, для этого нужна программа Classic Shell.

### Вторая версия (Windows XP/Vista/7)

Меню «Пуск» в Windows 7

В Windows XP было представлено полностью обновлённое меню «Пуск». Оно стало двух-колоночным: слева — недавно запускавшиеся программы, справа — папки «Мои документы», «Мои рисунки» и «Моя музыка», а также другие специальные папки и возможности. Также в «Пуск» была добавлена папка «Сетевое окружение», ранее она была вынесена на рабочий стол. Однако, если поставить классическое меню «Пуск», то папки «Мои документы», «Мой компьютер» и «Сетевое окружение», а также значок Internet Explorer, выносятся на рабочий стол. Также в левой колонке есть закреплённые иконки с надписями «Интернет» и «Электронная почта». По умолчанию первая запускает Internet Explorer, а вторая — Outlook Express. Сверху теперь отображение имени и аватара пользователя. Также внизу есть пункты «Выключение» и «Выход из системы» (второе — для смены пользователей).
В Windows Vista был добавлен новый список «всех программ», который располагается в левой стороне меню (то есть если нажать на «Все программы», то вместо недавних программ открывается список всех программ). Также было добавлено аналогичное папкам поле быстрого поиска документов и программ в нижней левой части меню. Ещё при наведении в правой части папок «Документы», «Рисунки» и прочих папок и возможностей их иконки отображаются увеличенными и отображаются вместо аватара, при отведении от них курсора показывается картинка пользователя. Также были совмещены функции «Выход из системы» и «Выключение». Аватар пользователя отображается теперь на правой колонке. Список часто используемых программ стал отображаться и в классическом меню в верхней части.
В Windows 7 меню «Пуск» претерпело лишь незначительные изменения:
- Добавлена функция быстрого открытия часто просматриваемых мест (это обозначает стрелка справа рядом с программой в меню, при наведении на которую отображаются папки, файлы). Например, если навести курсор на пункт Microsoft Word, то рядом появится список часто открываемых файлов. Важные можно закрепить («канцелярская кнопка» при наведении правее на пункт).
- Добавлены некоторые пункты меню, такие как «Recorded TV» («ТВ-записи»).
- Кнопка «Выйти из системы» была включена в развёртывающийся список вариантов завершения работы, а кнопка «Выключение» превратилась из значка в надпись «Завершение работы».
- Само меню «Пуск» стало более прозрачным из-за изменений в интерфейсе Aero.

### Экран «Пуск» (Windows 8/8.1)

Начальный экран Windows 8 (изображение сильно упрощено)

В Windows 8 меню «Пуск» было заменено на экран «Пуск», являющийся частью нового интерфейса системы — Metro. Но уже в Windows 8.1 кнопка «Пуск» с частью её прежних функций была возвращена. Изначально планировалось в Windows 8.1 Update 1 вернуть полноценную кнопку «Пуск», но позже это решение было оставлено для Windows 10.

### Четвертая версия (Windows 10)

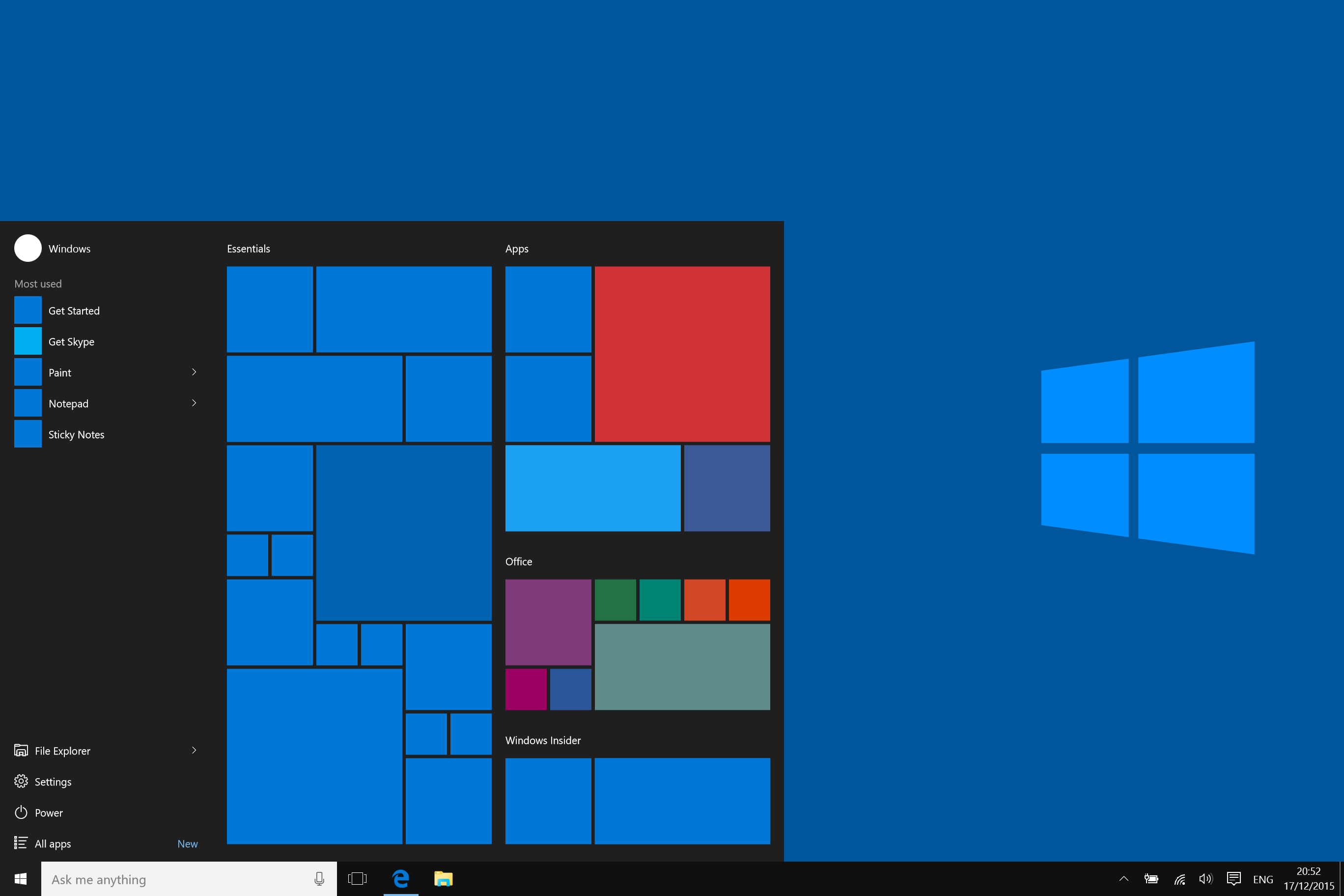
Меню в Windows 10 (изображение упрощено)

В Windows 10 меню «Пуск» было возвращено вновь на своё первоначальное место в новом виде — он включает в себя полностью переделанный интерфейс под Metro-стиль, поделённый на две части — левую (классическую, как в Windows 7) и правую (плитки с начального экрана Windows 8), которую можно изменять, там менять плитки местами, изменять их размер, включать или выключать динамическую систему показа событий на них, либо полностью их убрать. Также они имеют контекстное меню, которое принесло обновление Update 1 для Windows 8.1. Слева сверху размещается имя учетной записи и её рисунок, кликнув по которому, можно выйти из системы, сменить пользователя или заблокировать компьютер. Чуть правее от неё находится традиционная кнопка питания с теми же тремя пунктами — сна, выключения и перезагрузки. Плитки также можно перетащить на рабочий стол — появится значок, указывающий на команду запуска приложения, которое перетащили курсором мыши на пустую область рабочего стола. Размеры меню «Пуск» также можно менять, просто «потянув» за его верхний край.

### Пятая версия (Windows 11)
Меню «Пуск» в Windows 11 повторяет таковое из Windows 10X (ныне отменённый проект), но с небольшими изменениями. При открытии показывает закреплённые программы и рекомендуемые файлы. При нажатии на соответствующую кнопку показывается весь список программ. Также появилась возможность настроить позицию меню и кнопки Пуск (по центру; слева).